# Ba Don

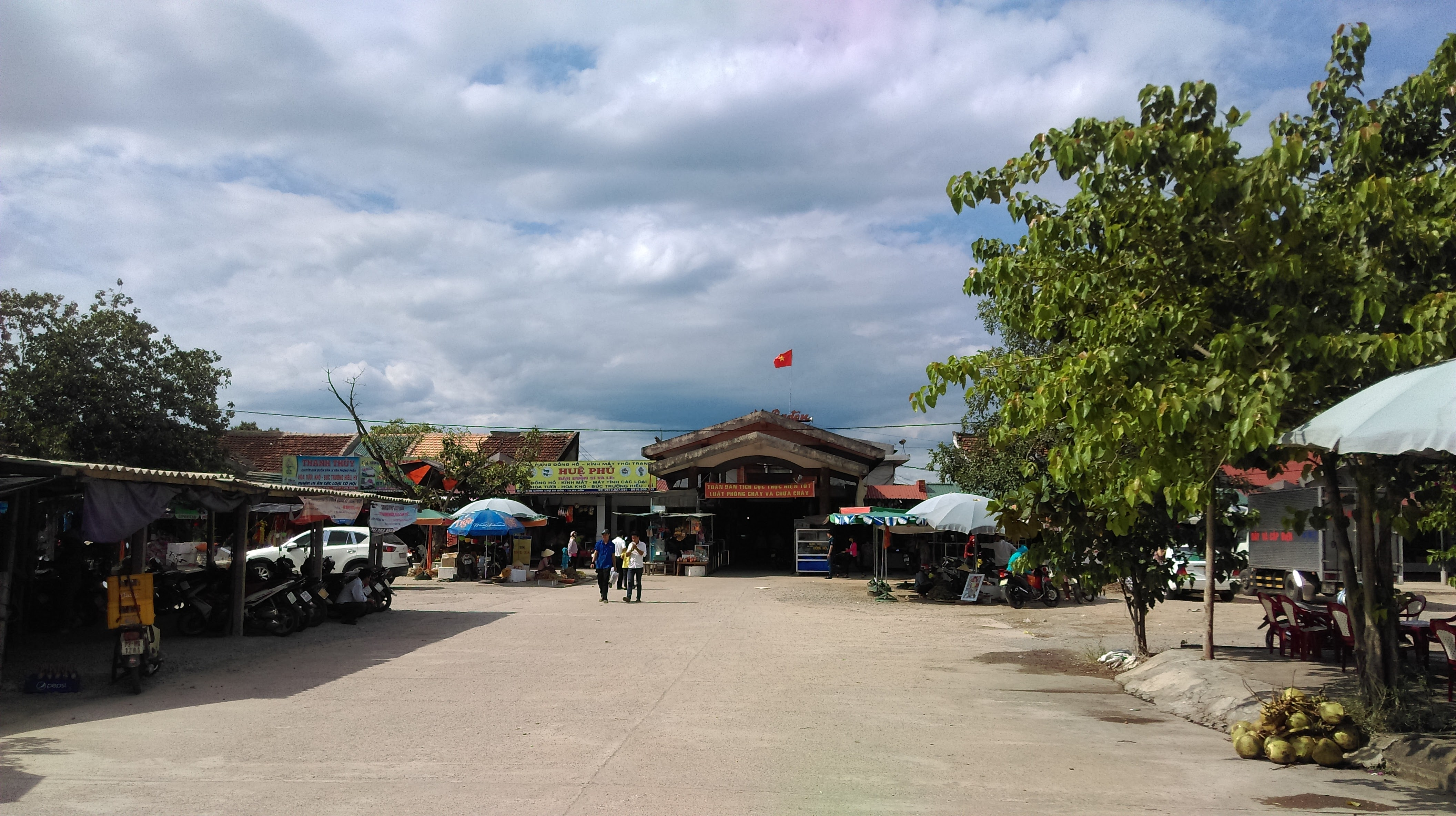
Chợ Ba Đồn, Quảng Bình

Ba Don (vietnamita: Thị xã Ba Đồn) é um município e capital da província de Ben Tre, localizada na região do Costa do Centro-Norte, no Vietnã. É também sede do distrito de mesmo nome.
A população estimada em 2013 era de 115.530 habitantes e sua área é de 163 km², o que resulta numa densidade demográfica de 706 hab/km². Localiza-se às margens do mar da China Meridional. Fica distante da Dong Hoi 53 km, e de Hanoi 440 km.